# 北品川站
北品川站（日语：／ Kita-shinagawa eki */?）是位於日本東京都品川區北品川，屬於京濱急行電鐵本線的鐵路車站。車站編號是KK02。

## 历史
本站在開業時為京濱電氣鐵道線的終端車站，通稱八山橋停留場。在1925年（大正14年）路線延伸至高輪站以前，此站是東京都心側的交通總站。曾有東京市電停靠本站並設置專用月台，之後在京濱線延伸品川後東京市電結束轉乘。
- 1904年（明治37年）5月8日，以品川站名義通車。當時的地點在八山橋南詰。
- 1924年（大正13年）4月，因國道整修（現國道15號），往下行方向（神奈川側200公尺）遷移。
- 1925年（大正14年）3月11日，本站至高輪站（日语：高輪駅）（品川站往國道15號方向）的併用軌道線通車，改稱北品川站。東京市電駛入本站[3]。
- 1933年（昭和8年）4月1日，本站至高輪站的路線廢止，改由八山橋南詰以專用鐵橋與高架連接品川站[5]。東京市電結束轉乘[5]。
- 1956年（昭和31年）7月1日，本站至八山橋區間專用軌道化（取消開業以來的併用軌道區間）。
- 1982年（昭和57年），拆除站內平交道及設置跨線橋。月台有效長度由4輛組加長成對應增至6輛編組[2]。
- 2007年（平成19年），増設電梯專用之跨線橋。

### 站名由來
本站雖位於品川站南方，但因地處舊東海道品川宿北端，因此當初命名為北品川停留場。開設當時的所在地為荏原郡品川町大字北品川宿。此外品川站不在品川區内，而是位於港區高輪三丁目。

## 車站結構

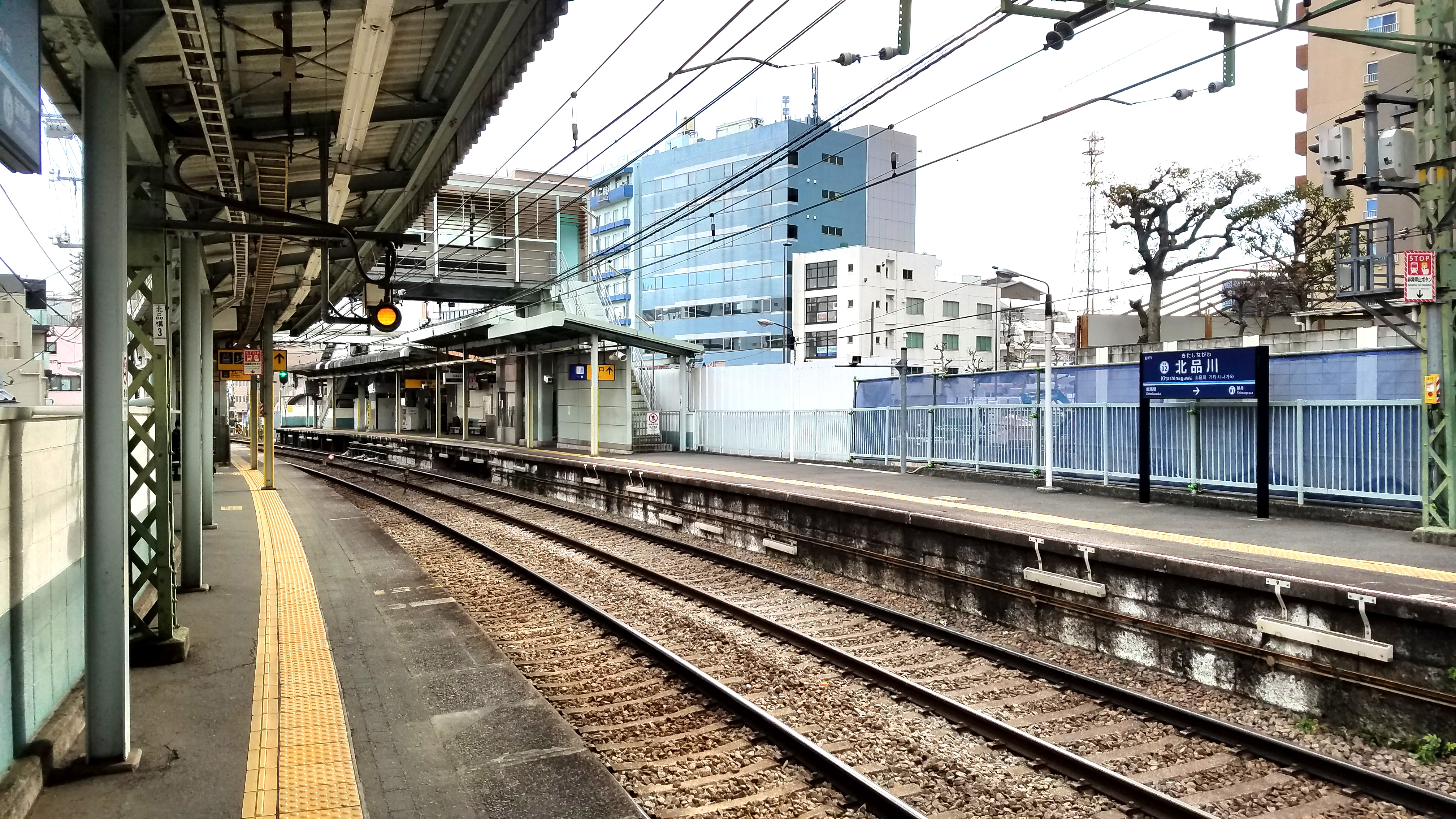
月台（2022年3月）

本站為2面2線側式月台的地面車站，月台大略為南北縱向，長度對應6輛編組。上行線月台西側有停放養路設備的側線，並在上行方向與本線連接。驗票閘口位於上行月台南側，上下月台有2座天橋連結。2007年新設一座電梯專用的天橋。

### 月台配置
| 月台 | 路線 | 方向 | 目的地                                     |
| ---- | ---- | ---- | ------------------------------------------ |
| 1    | 本線 | 下行 | 京急蒲田、橫濱、浦賀、 機場線 羽田機場方向 |
| 2    | 本線 | 上行 | 品川、泉岳寺、淺草線方向                   |

## 使用情況
2016年度1日平均上下車人次為9,457人，京急線全部72個車站當中名列第59位。由於位於品川站步行圈內（約10分），使用者少。是都內使用人數最低的京急車站。
近年1日平均上下車人次與上車人次變化如下。
| 年度               | 1日平均 上下車人次 | 1日平均 上車人次 | 來源     |
| ------------------ | ------------------ | ---------------- | -------- |
| 1990年（平成02年） |                    | 4,663            | [ * 1 ]  |
| 1991年（平成03年） |                    | 4,825            | [ * 2 ]  |
| 1992年（平成04年） |                    | 4,636            | [ * 3 ]  |
| 1993年（平成05年） |                    | 4,452            | [ * 4 ]  |
| 1994年（平成06年） |                    | 4,373            | [ * 5 ]  |
| 1995年（平成07年） |                    | 4,470            | [ * 6 ]  |
| 1996年（平成08年） |                    | 4,299            | [ * 7 ]  |
| 1997年（平成09年） |                    | 4,159            | [ * 8 ]  |
| 1998年（平成10年） |                    | 4,033            | [ * 9 ]  |
| 1999年（平成11年） |                    | 3,787            | [ * 10 ] |
| 2000年（平成12年） |                    | 3,510            | [ * 11 ] |
| 2001年（平成13年） |                    | 3,551            | [ * 12 ] |
| 2002年（平成14年） | 7,553              | 3,584            | [ * 13 ] |
| 2003年（平成15年） | 7,727              | 3,648            | [ * 14 ] |
| 2004年（平成16年） | 7,560              | 3,562            | [ * 15 ] |
| 2005年（平成17年） | 7,364              | 3,474            | [ * 16 ] |
| 2006年（平成18年） | 7,257              | 3,419            | [ * 17 ] |
| 2007年（平成19年） | 7,297              | 3,505            | [ * 18 ] |
| 2008年（平成20年） | 7,181              | 3,540            | [ * 19 ] |
| 2009年（平成21年） | 7,437              | 3,666            | [ * 20 ] |
| 2010年（平成22年） | 7,602              | 3,751            | [ * 21 ] |
| 2011年（平成23年） | 7,682              | 3,784            | [ * 22 ] |
| 2012年（平成24年） | 7,954              | 3,926            | [ * 23 ] |
| 2013年（平成25年） | 8,521              | 4,203            | [ * 24 ] |
| 2014年（平成26年） | 8,992              | 4,433            | [ * 25 ] |
| 2014年（平成26年） | 8,992              | 4,433            | [ * 26 ] |
| 2015年（平成27年） | 9,264              |                  |          |
| 2016年（平成28年） | 9,457              |                  |          |

## 車站周邊
車站東側是商店街。國道15號（第一京濱）與京急本線平行從車站西側通過。
- 北品川郵局
- 品川女子學院中等部、高等部（日语：品川女子学院中等部・高等部）
- 第三北品川醫院（救急指定醫院（日语：救急指定病院））
- 北品川醫院（療養型醫院）
- 北品川診所（健檢）
- 索尼御殿山技術中心
- 都營巴士品川營業所
- 御殿山Trust City（御殿山トラストシティ）

- 基督教品川教會Gloria Chapel（グローリア・チャペル・キリスト品川教会）

- 東京海洋大學海洋科學部

## 巴士路線
站前國道15號上有北品川巴士站，可搭乘東京都交通局（都營巴士）與東急巴士路線。
- 東急巴士
  - <品94> 往大井町站、大森站、蒲田站、品川站方向
- 都營巴士
  - <品93> 往大井競馬場（只限平日早上服務）、品川站前、目黑站方向
  - <品97> 往品川站前、新宿站方向（此路線是為了保留路線特許權而開的「免許維持路線」，僅有在平日早上開出1班）

## 其他
泉岳寺 - 新馬場間計畫將交通立體化。北品川將改建為高架車站。

## 相鄰車站
京濱急行電鐵
 本線
□早晨翼號、□京急翼號、■機場快特、■快特、■快特（金澤文庫站以南為特急）、■特急、■機場急行
通過
■普通
品川（KK01）－北品川（KK02）－新馬場（KK03）

## 延伸閱讀
- 佐藤良介. . JTBパブリッシング. 2006-02-01. ISBN 4533061753.

## 外部連結
- 北品川站（各站資訊） - 京濱急行電鐵
- 東海道品川宿（页面存档备份，存于）